# Sud de France Arena
Sud de France Arena (ook bekend als ARENA en onder de vorige naam Park & Suites Arena) is een arena in Montpellier, Frankrijk. De arena biedt plaats voor veertienduizend toeschouwers, negenduizend bij sportwedstrijden.
De Europese wedstrijden van Montpellier Agglomération Handball worden hier gespeeld, ook wordt sinds 2009 het ATP-toernooi van Montpellier hier gehouden.